# 長野県道190号立沢富士見停車場線
長野県道190号立沢富士見停車場線（ながのけんどう190ごう たつざわふじみていしゃじょうせん）は、長野県諏訪郡富士見町を走る一般県道。

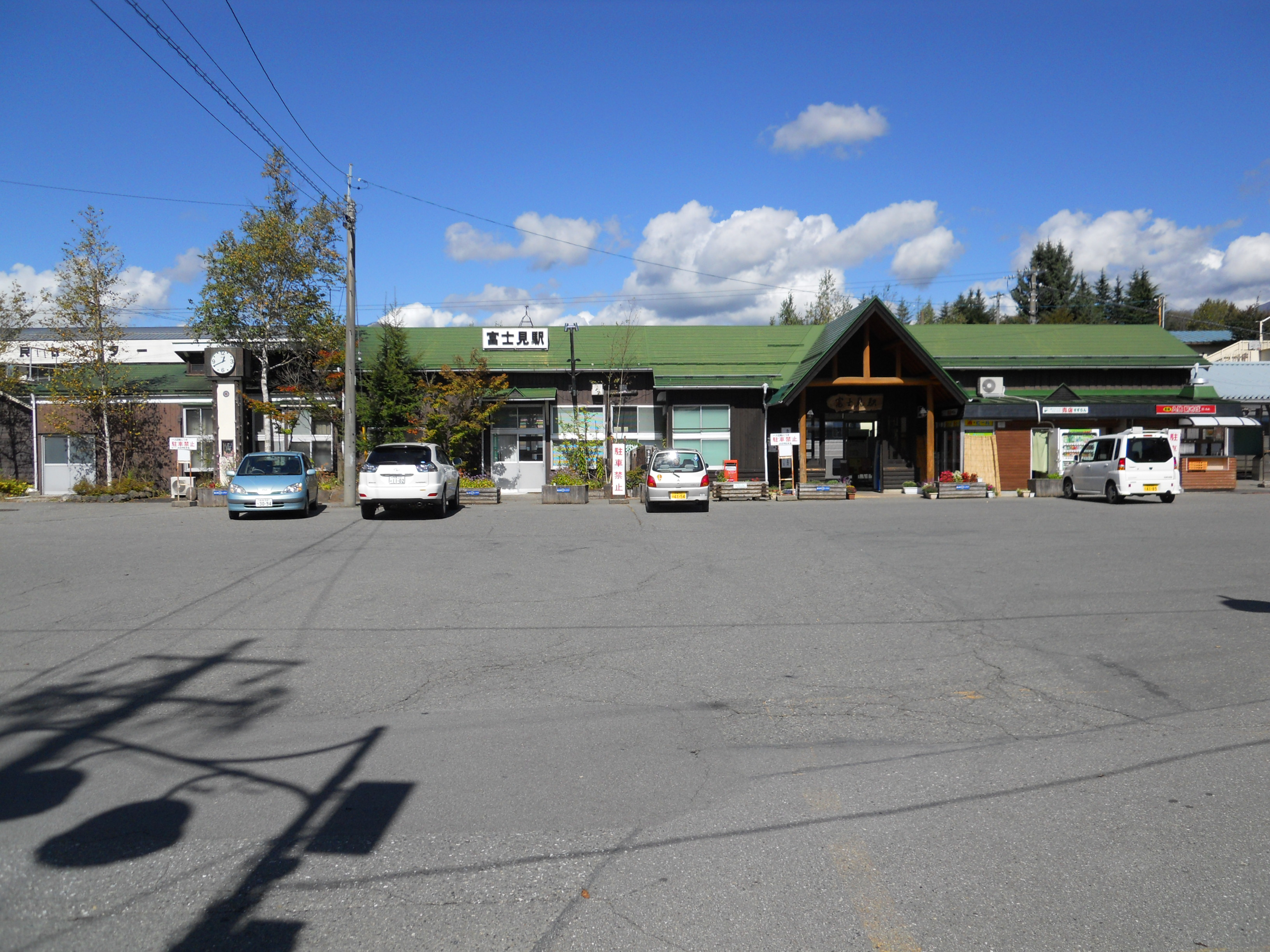
富士見駅

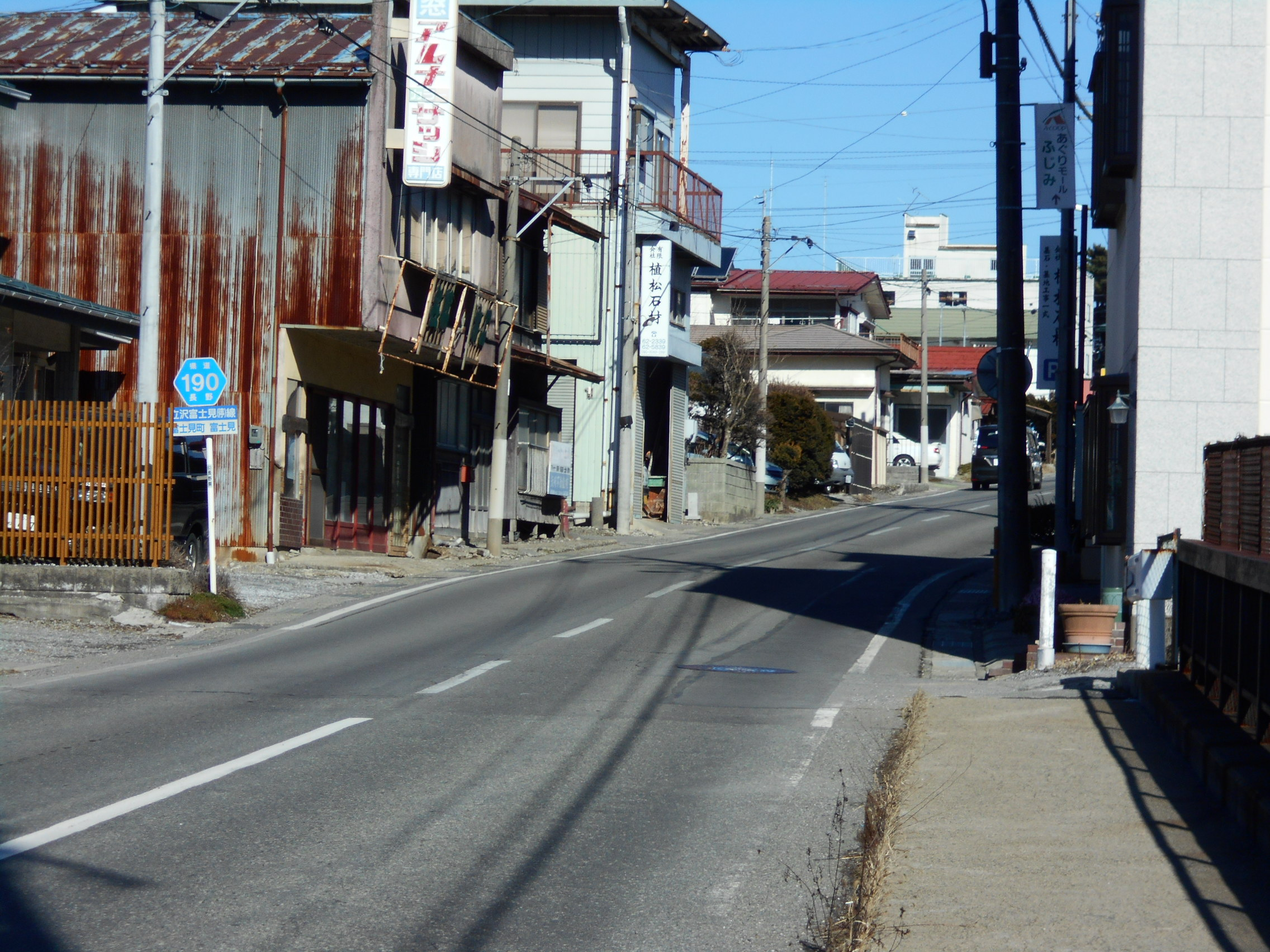
富士見町富士見

## 概要

### 路線データ
- 起点：諏訪郡富士見町大字立沢（長野県道17号茅野北杜韮崎線交点）
- 終点：中央本線富士見駅

## 通過する自治体
- 長野県
  - 諏訪郡富士見町

## 交差する道路
- 長野県道17号茅野北杜韮崎線
- 長野県道198号乙事富士見線